# Dolicheremaeus infrequens
Dolicheremaeus infrequens är en kvalsterart som beskrevs av Aoki 1967. Dolicheremaeus infrequens ingår i släktet Dolicheremaeus och familjen Tetracondylidae.

## Underarter
Arten delas in i följande underarter:
- D. i. infrequens
- D. i. amamiensis
- D. i. coreanus
- D. i. hachijoensis
- D. i. taiwanus